# Хадарени (Муреш)
Хадарени (рум. Hădăreni) насеље је у Румунији у округу Муреш у општини Кецани. Oпштина се налази на надморској висини од 273 m.

## Становништво
Према подацима из 2002. године у насељу је живело 889 становника.

### Попис2002.
| Расподела становништва по националности 2002.‍ | Расподела становништва по националности 2002.‍ | Расподела становништва по националности 2002.‍ | Расподела становништва по националности 2002.‍ | Расподела становништва по националности 2002.‍ |
| --------------------------------------------- | --------------------------------------------- | --------------------------------------------- | --------------------------------------------- | --------------------------------------------- |
|                                               |                                               |                                               |                                               |                                               |
| Румуни                                        | Румуни                                        |                                               | 644                                           | 72,4%                                         |
| Мађари                                        | Мађари                                        |                                               | 151                                           | 17,0%                                         |
| Роми                                          | Роми                                          |                                               | 94                                            | 10,6%                                         |